# Industry (Maine)
Industry – miasto w Stanach Zjednoczonych, w stanie Maine, w hrabstwie Franklin.